# Otto Spiegelberg
Otto Spiegelberg (9. januar 1830 – 9. august 1881) var en tysk gynækolog mest kendt for værket "Lehrbuch für Geburtshilfe".
Otto Spiegelberg studerede på universitetet i Göttingen hvor han i 1851 blev professor i medicin.
I 1861 blev han ordineret fødselsprofessor ved universitetet i Freiburg, i 1861 ved universitetet i Königsberg og 1875 ved universitetet i Wrocław.